# Campeonato de España de Ciclismo en Ruta 1984
El LXXXIII Campeonato de España de Ciclismo en Ruta se disputó en Barcelona el 24 de junio de 1984 sobre 216 kilómetros de recorrido. Pese a que había 91 preinscritos, participaron 82 corredores de los que solamente 24 terminaron el recorrido.
La carrera se disputó en la montaña de Montjuic, teniendo su meta situada en la Avenida Rius i Taulet, junto a la Fira de Barcelona.
Tras más de cinco horas de carrera, Jesús Ibáñez Loyo se impuso en solitario y con más de cinco minutos de ventaja al grupo comandado por Celestino Prieto, plata, y Eduardo Chozas, bronce; consiguiendo así su primer y único maillot rojigualda.

## Clasificación
| \| 1. \| \| Jesús Ibáñez Loyo \| Zor-Gemeaz \| 5h 45' 30" \| \| 2. \| \| Celestino Prieto \| Reynolds \| a 5' 18" \| \| 3. \| \| Eduardo Chozas \| Zor-Gemeaz \| m.t. \| \| 4. \| \| José Luis Navarro \| Zor-Gemeaz \| m.t. \| \| 5. \| \| José Recio \| Kelme \| m.t. \| \| 6. \| \| Fede Etxabe \| Teka \| m.t. \| \| 7. \| \| Iñaki Gastón \| Reynolds \| m.t. \| \| 8. \| \| Juan Fernández \| Zor-Gemeaz \| m.t. \| \| 9. \| \| Jaume Vilamajó \| Reynolds \| m.t. \| \| 10. \| \| Guillermo Arenas \| Reynolds \| m.t. \| |  |                   |            |            |
| 1. |  | Jesús Ibáñez Loyo | Zor-Gemeaz | 5h 45' 30" |
| 2. |  | Celestino Prieto  | Reynolds   | a 5' 18"   |
| 3. |  | Eduardo Chozas    | Zor-Gemeaz | m.t.       |
| 4. |  | José Luis Navarro | Zor-Gemeaz | m.t.       |
| 5. |  | José Recio        | Kelme      | m.t.       |
| 6. |  | Fede Etxabe       | Teka       | m.t.       |
| 7. |  | Iñaki Gastón      | Reynolds   | m.t.       |
| 8. |  | Juan Fernández    | Zor-Gemeaz | m.t.       |
| 9. |  | Jaume Vilamajó    | Reynolds   | m.t.       |
| 10. |  | Guillermo Arenas  | Reynolds   | m.t.       |